# Невероятные приключения янки в Африке
«Невероя́тные приключе́ния я́нки в А́фрике» (англ. Zulu On My Stoep, известный за пределами Южной Африки, как англ. Yankee Zulu) — южноафриканский комедийный фильм 1993 года, снятый режиссёром Греем Хоймейром с Леоном Шустером и Джоном Матшикизой в главных ролях. Фильм получил значительную популярность и культовый статус в Южной Африке и Восточной Европе.

## Сюжет
В апартеиде Южной Африки, белый и чёрный мальчики Райно Лейбушейн и Зулу Машабела, были лучшими друзьями до тех пор, пока Райно, под давлением своей американской подруги Ровены, не сбил выстрелом из ружья банку с головы Зулу, что внезапно прекратило их дружбу. Спустя 25 лет Зулу стал угонщиком автомобилей в Нью-Йорке, усвоил американский акцент, но не забыл свои корни. Из тюрьмы его депортируют обратно в Африку, с помощью организации ЛЗИ (Лига защиты от иммигрантов).
ЛЗИ — это фашистская организация, которой руководит немец по имени Дайхард (от английского Die Hard - сложно умереть, отсылка к фильму Крепкий орешек), на тот момент встречающийся с Ровеной. Райно стал для них дичью, вместе со своей чёрной дочерью Тинки от женщины по имени Танди. Райно теряет деньги из-за бракоразводного процесса с его бывшей женой Ровеной. Капитан Дайхард лично перевозит Зулу, но тот легко сбегает с выигрышным лотерейным билетом, принадлежащим капитану. Зулу случайно встречается с Райно, и они направляются в Сан-Сити, где делят похищенные деньги пятьдесят на пятьдесят. В Сан-Сити Тинки подружилась с принцем Уильямом, сыном принца Чарльза. Затем они бегут от преследования капитаном Дайхардом и Ровеной, и, забежав в гримёрную телевидения, заставляют визажиста Антонио превратить Зулу в белого, а Райно —  в чёрного. Однако, позже Зулу не может устоять перед желанием пойти на неонацистскую вечеринку Ровены и обворовать её.
На вечеринке капитан Дайхард и Ровена разоблачают их, но Зулу запускает сложную систему безопасности в доме Дайхарда, после чего они пытаются бежать, но Ровена застаёт их врасплох. Зулу отдает её лишь одну половину чека на джекпот, поскольку вторую Райно отдал своей дочери Тинки.
Райно и Зулу заключены под стражу, где урегулируют свои разногласия, воспроизведя инцидент с консервной банкой, но наоборот. Позже Дайхард и Ровена отводят узников к скале под названием «Крокодилье ущелье» и кладут их на доску, удерживаемую слонихой.
Тинки и принц Уильям, вдохновлённые фильмом «Один дома», который они смотрели накануне, используют мины-ловушки, чтобы победить Ровену и Дайхарда. Райно рассказывает Зулу, что на самом деле он (т. е. Зулу) является биологическим отцом Тинки. Они уговаривают слониху освободить их. На скале капитан Дайхард пытается избавиться от Тинки, но Зулу использует своё давнее умение метаться грязью, чтобы нокаутировать его, после чего Дайхард падает с обрыва.
Зулу, Райно и Тинки воссоединяются, а Уильям возвращается к своему отцу. В эпилоге капитан Дайхард вылезает из реки, бормоча: «Меня не зря зовут Дайхард-бессмертный», но сразу после этого на него садится слониха.

## В ролях
| Актёр             | Роль               | Описание персонажа                                      |
| ----------------- | ------------------ | ------------------------------------------------------- |
| Леон Шустер       | Райно Лейбушейн    | бывший муж Ровены, приёмный отец Тинки, друг Зулу       |
| Джон Матшикиза    | Зулу Машабела      | бывший возлюбленный Танди, отец Тинки, друг Райно       |
| Терри Триз        | Ровена Лейбушейн   | девушка Дайхарда, бывшая жена Райно, вице-президент ЛЗИ |
| Уилсон Данстер    | капитан Дайхард    | парень Ровены, президент ЛЗИ                            |
| Мишель Боус       | Тинки              | дочь Зулу и Танди, приёмная дочь Райно                  |
| Скай Свориник     | принц Уильям       |                                                         |
| Питер Хьюго       | принц Чарльз       |                                                         |
| Руан Мандельстам  | Райно (в детстве)  |                                                         |
| Бобо Серитсани    | Зулу (в детстве)   |                                                         |
| Мари ван Девентер | Ровена (в детстве) |                                                         |
| Мбали Дладла      | Танди (в детстве)  | бывшая возлюбленная Зулу, мать Тинки                    |

## Рецензии
«Невероятные приключения янки в Африке» был хорошо принят в Южной Африке и стал самым кассовым фильмом в истории страны. При показе фильма на Каннском кинофестивале реакция зрителей на юмор в фильме была положительной.